# Corey Cogdell
Corey Cogdell (n. 2 septembrie 1986, Palmer⁠(d), Alaska, SUA) este o trăgătoare de tir ce a reprezentat Statele Unite ale Americii, medaliată olimpică. A participat la 3 ediții ale Jocurilor Olimpice (2008, 2012, 2016) în care a câștigat două medalii de bronz.